# Masdevallia karineae
Masdevallia karineae är en orkidéart som beskrevs av Nauray och Carlyle August Luer. Masdevallia karineae ingår i släktet Masdevallia och familjen orkidéer.
Artens utbredningsområde är Peru. Inga underarter finns listade i Catalogue of Life.